# Carl E. Walz
Carl E. Walz, född 6 september 1955 i Cleveland, Ohio, är en amerikansk astronaut uttagen i astronautgrupp 13 den 17 januari 1990.

## Rymdfärder
- STS-51
- STS-65
- STS-79
- STS-108
- ISS-4
- STS-111